# (53159) Mysliveček
(53159) Mysliveček, désignation internationale (53159) Myslivecek, est un astéroïde de la ceinture principale.

## Description
(53159) Myslivecek est un astéroïde de la ceinture principale. Il fut découvert le 10 février 1999 à l'Observatoire d'Ondřejov par Petr Pravec. Il présente une orbite caractérisée par un demi-grand axe de 2,41 UA, une excentricité de 0,10 et une inclinaison de 6,7° par rapport à l'écliptique.
Cet astéroïde est nommé en l'honneur du compositeur tchèque Josef Mysliveček (1737-1781).

## Compléments